# Genista tridens
Genista tridens là một loài thực vật có hoa trong họ Đậu. Loài này được (Cav.) DC. miêu tả khoa học đầu tiên.

## Hình ảnh

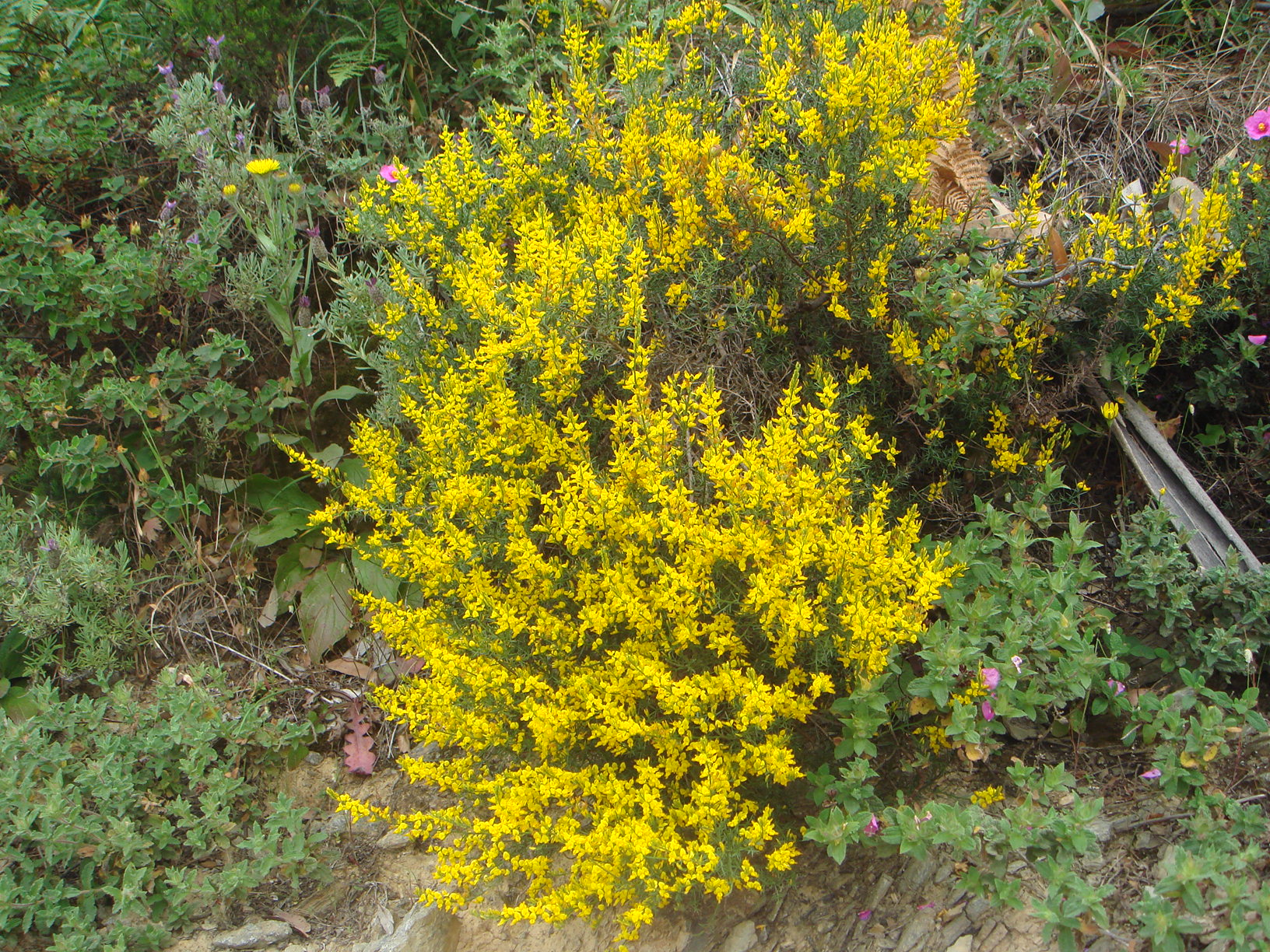
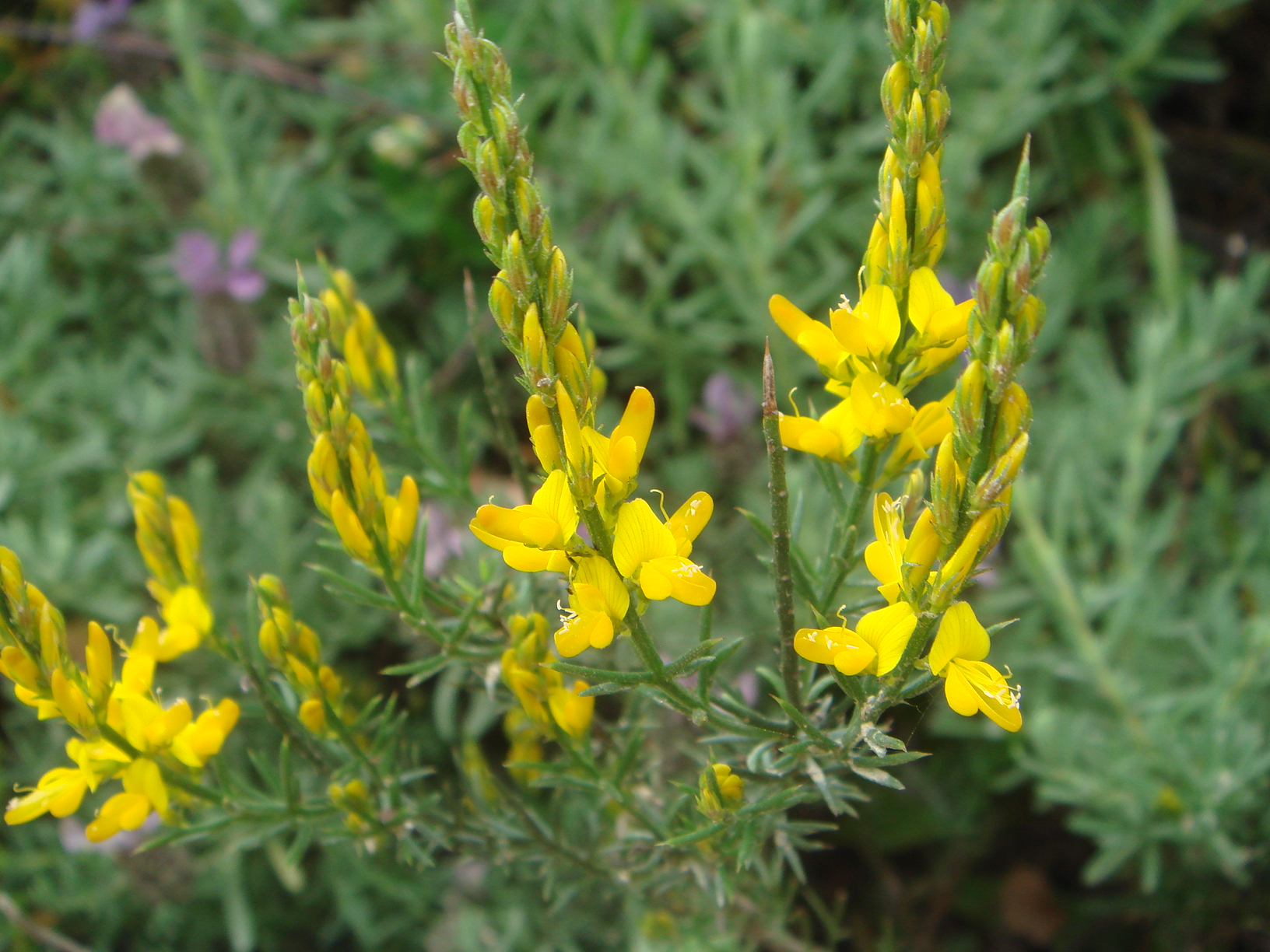
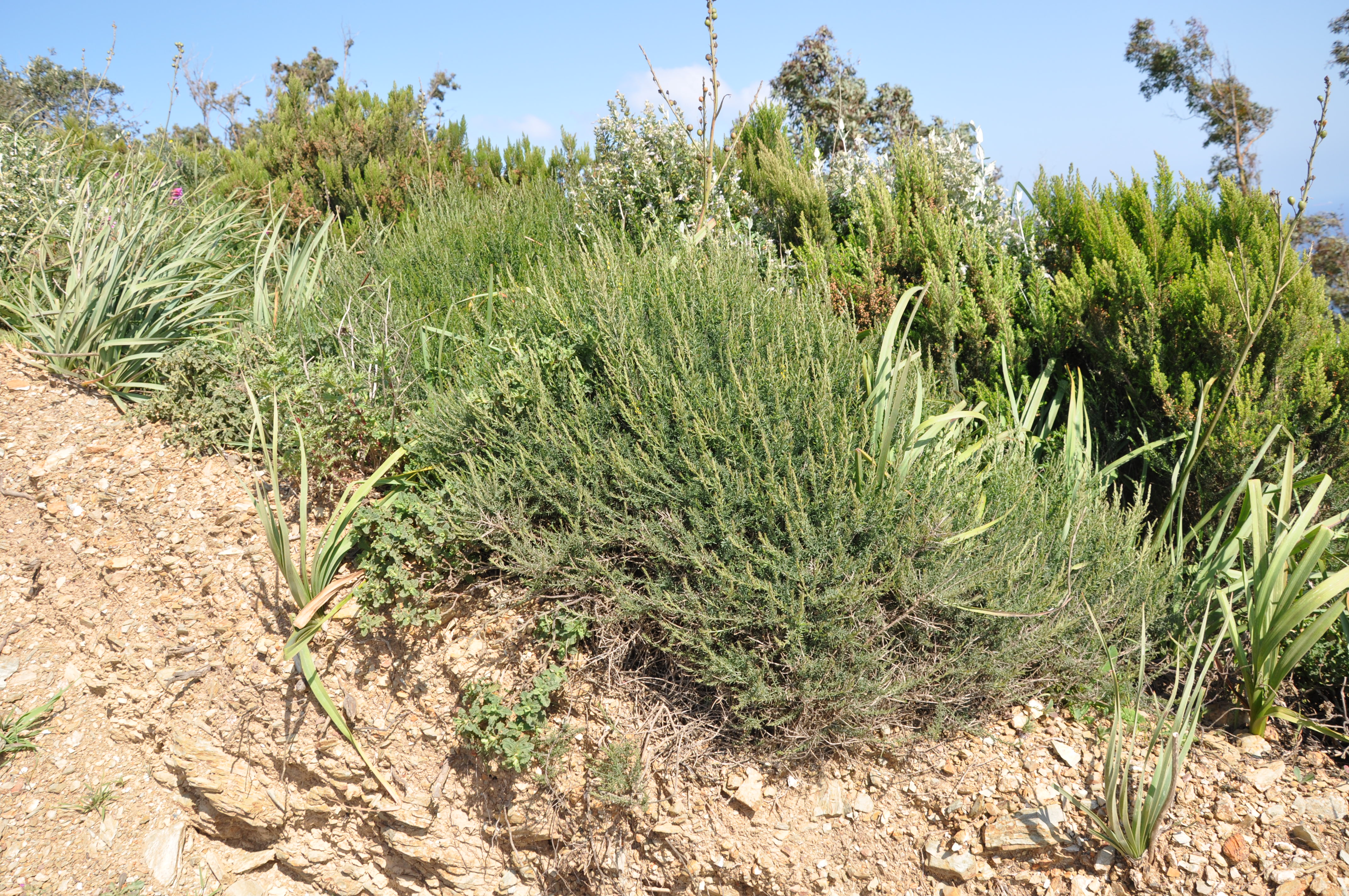
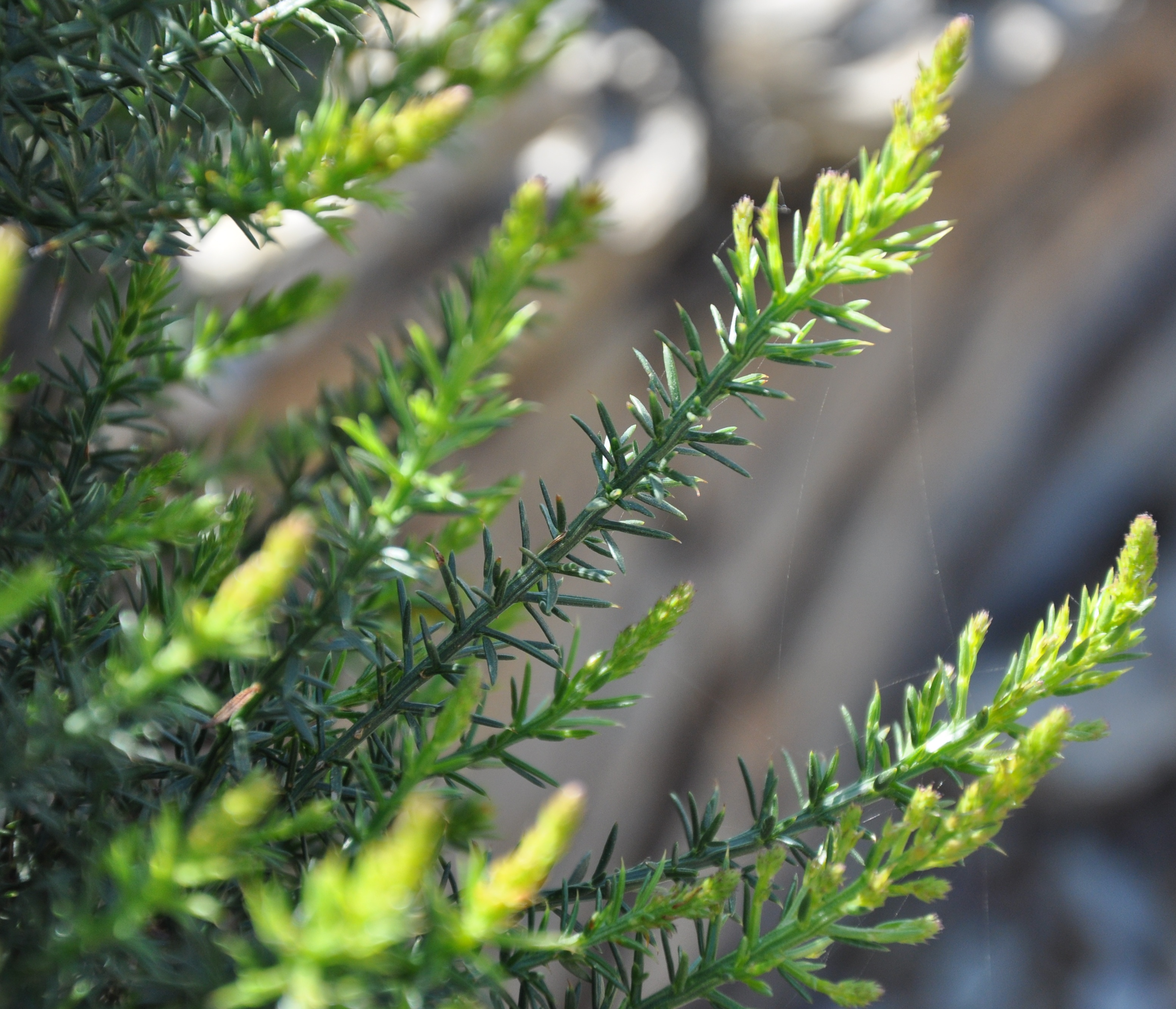